# Монастирська волость
Монастирська волость (Грабовецька) — історична адміністративно-територіальна одиниця Брацлавського повіту Подільської губернії з центром у селі Грабівці.
Станом на 1885 рік складалася з 25 поселень, 15 сільських громад. Населення — 14 291 особа (7033 чоловічої статі та 7258 — жіночої), 1866 дворових господарств.
|                     | Площа, десятин | У тому числі орної, дес. |
| ------------------- | -------------- | ------------------------ |
| Сільських громад    | 19550          | 13487                    |
| Приватної власності | 678            | 432                      |
| Надільної власності | 289            | 7                        |
| Іншої власності     | 834            | 437                      |
| Загалом             | 21351          | 14413                    |

Основні поселення волості:
- Грабівці — колишнє державне село при річці Буг за 3 верст від повітового міста, 438 осіб, 73 дворових господарства, православна церква, школа, 2 постоялих будинки.
- Анциполівка — колишнє державне село при річці Буг, 627 осіб, 84 дворових господарства, школа, постоялий будинок.
- Бугаків — колишнє державне село при річках Ульниця й Секунда, 850 осіб, 118 дворових господарств, православна церква, постоялий будинок.
- Вовчок — колишнє державне село при річці Буг, 595 осіб, 74 дворових господарства, постоялий будинок.
- Гриненки — колишнє власницьке село, 696 осіб, 124 дворових господарства, православна церква, школа, постоялий будинок.
- Зяньківці — колишнє державне село при річці Буг, 650 осіб, 87 дворових господарств, православна церква, школа, постоялий будинок, водяний млин.
- Новоселівка — колишнє державне село при річці Буг, 890 осіб, 117 дворових господарств, православна церква, школа, 2 водяних млини.
- Монастирське — колишнє державне село при річках Буг й Москодавка, 1300 осіб, 170 дворових господарств, православна церква, школа, постоялий будинок, 5 водяних млинів.
- Перепеличчя — колишнє державне село при річці Буг, 540 осіб.
- Салинці — колишнє державне село при річці Буг, 490 осіб, 71 дворове господарство, православна церква, постоялий будинок.
- Самчинці — колишнє державне село при річці Буг, 735 осіб, 93 дворових господарства, постоялий будинок.
- Свинциця — колишнє державне село при річці Устя, 600 осіб, 76 дворових господарств, православна церква, постоялий будинок, водяний млин.
- Семенки — колишнє державне село при річці Буг, 355 осіб, 59 дворових господарств, православна церква, постоялий будинок, водяний млин, поромна переправа через Буг.
- Скрицьке — колишнє державне село, 780 осіб, 111 дворових господарств, православна церква, школа, постоялий будинок, 3 водяних млини.
- Сорокодуби (Голопупівка) — колишнє державне село при річці Сорокодуби, 420 осіб, 73 дворових господарства, каплиця, постоялий будинок.
- Чуків — колишнє державне село, 1094 особи, 141 дворове господарство, православна церква, школа, постоялий будинок.
- Щурівці — колишнє державне село при річці Буг, 872 особи, 115 дворових господарств, православна церква, школа, постоялий будинок, 3 водяних млини.

Наприкінці 1890-х років волосне правління було перенесено до села Монастирське й волость отримала назву Монастирська.